# Матюшевский, Василий Станиславович
Василий Станиславович Матюшевский (бел. Васіль Станіслававіч Мацюшэўскі; род. 26 марта 1969, Орша, Витебская область, БССР, СССР) — белорусский финансист, банкир и государственный деятель. Кандидат экономических наук (1995). Первый заместитель Премьер-министра Белоруссии (2014—2018).

## Образование
В 1986 году окончил среднюю школу № 3 г. Орша с «золотой медалью». Хотел после школы пойти учится на военного офицера, но решил учиться на экономиста в Минске.
В 1991 году окончил философско-экономический факультет Белорусского государственного университета.
В 1994 году окончил аспирантуру Института экономики Академии наук, в 1995 году и защитил кандидатскую диссертацию на тему «Основам формирования внешнеэкономической политики страны» и получил учёную степень кандидата экономических наук.
В 2012 году окончил Лондонскую школу бизнеса. Свободно владеет английским языком.

## Деятельность
После окончания университета несколько месяцев работал с 1991—1992 гг. начальником отдела НПО «Феникс» (г. Минск), а после — несколько месяцев научным работником научно-исследовательский институт при Министерстве экономики.
С 1992 г. начал работать в дипломатической сфере.
С 1992 г. работал в отделе  международных экономических отношений Министерства иностранных дел Республики Беларусь.
С 1992 по 1994 г. — атташе,третий секретарь Министерства иностранных дел Республики Беларусь.
С 1994 по 1997 г. — главный экономист, начальник отдела, заместитель начальника управления  Национального банка Республики Беларусь.
С 1997 по 1998 г. —  советник министра финансов.
С 1998 по 2010 г. —  главный экономист, заместитель начальника управления, директор департамента, заместитель председателя Нацбанка: курировал опросы управления золотовалютными резервами, привлечением иностранных инвестиций в банковскую сферу Беларуси, оперативного управления курсом белорусской национальной валюты, операций Нацбанка на открытом рынке; отвечал за международную деятельность, в том числе сотрудничество с Международным валютным фондом.
С 2010 по 2014 г. — председатель правления «БПС-Сбербанка».
27 января 2014 года  назначен на должность Первого заместителя премьер-министра Беларуси. Во время работы в правительстве курировал экономический сектор. В тандеме с Павлом Каллауром (председатель правления Национального банка) вытащили страну из последствий валютного кризиса 2014—2015 годов. С помощью его усилий были приняты Декрет №7 (О развитии предпринимательства) и Декрет №8 (О цифровой экономике). Выступал за углубление рыночных реформ в экономике, был жестким лоббистом подписания страновой программы с МВФ.
18 августа 2018 года освобожден от должности первого заместителя премьер-министра Республики Беларусь.
17 октября 2018 года  избран председателем правления ОАО «Банк БелВЭБ».
Василий Матюшевский является почётным консулом Омана в Республике Беларусь.

## Награды
- Медаль «За вклад в создание Евразийского экономического союза» I степени (2015)[6].